# Sabon Lahi
Sabon Lahi (auch: Sabon Layi, Saboulayi) ist ein Dorf in der Landgemeinde Gazaoua in Niger.

## Geographie

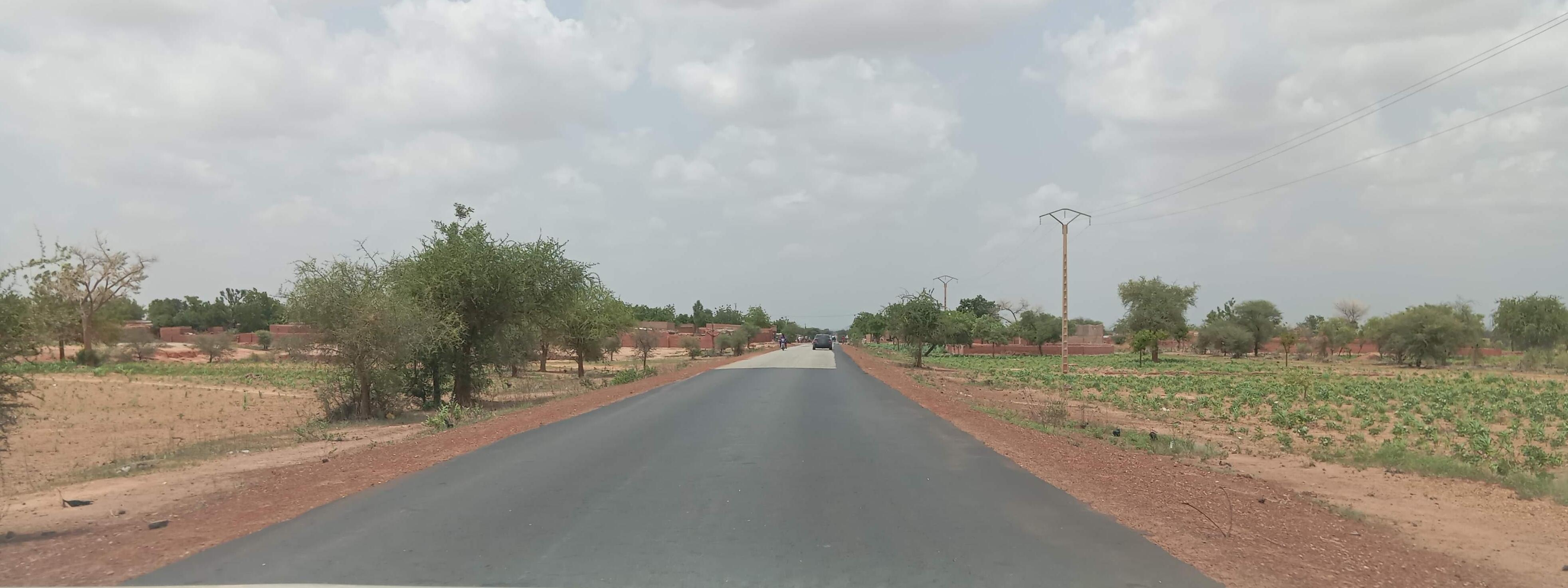
Ortsansicht von Sabon Lahi (2024)

Das von einem traditionellen Ortsvorsteher (chef traditionnel) geleitete Dorf befindet sich rund sechs Kilometer westlich des Hauptorts Gazaoua der gleichnamigen Landgemeinde und des gleichnamigen Departements Gazaoua, das zur Region Maradi gehört. Sabon Lahi liegt auf einer Höhe von 440 m.
Das Dorf ist Teil der Übergangszone zwischen Sahel und Sudan. Die durchschnittliche jährliche Niederschlagsmenge beträgt hier zwischen 400 und 500 mm. In Sabon Lahi wurden folgende Schlangenarten beobachtet: Atractaspis micropholis, Atractaspis watsoni, Dasypeltis sahelensis, Weißbauch-Sandrasselotter (Echis leucogaster), Gestreifte Sandrennnatter (Psammophis sibilans), Spalerosophis diadema und Telescopus tripolitanus.

## Bevölkerung
Bei der Volkszählung 2012 hatte Sabon Lahi 892 Einwohner, die in 110 Haushalten lebten. Bei der Volkszählung 2001 betrug die Einwohnerzahl 329 in 46 Haushalten und bei der Volkszählung 1988 belief sich die Einwohnerzahl auf 565 in 84 Haushalten.

## Wirtschaft und Infrastruktur

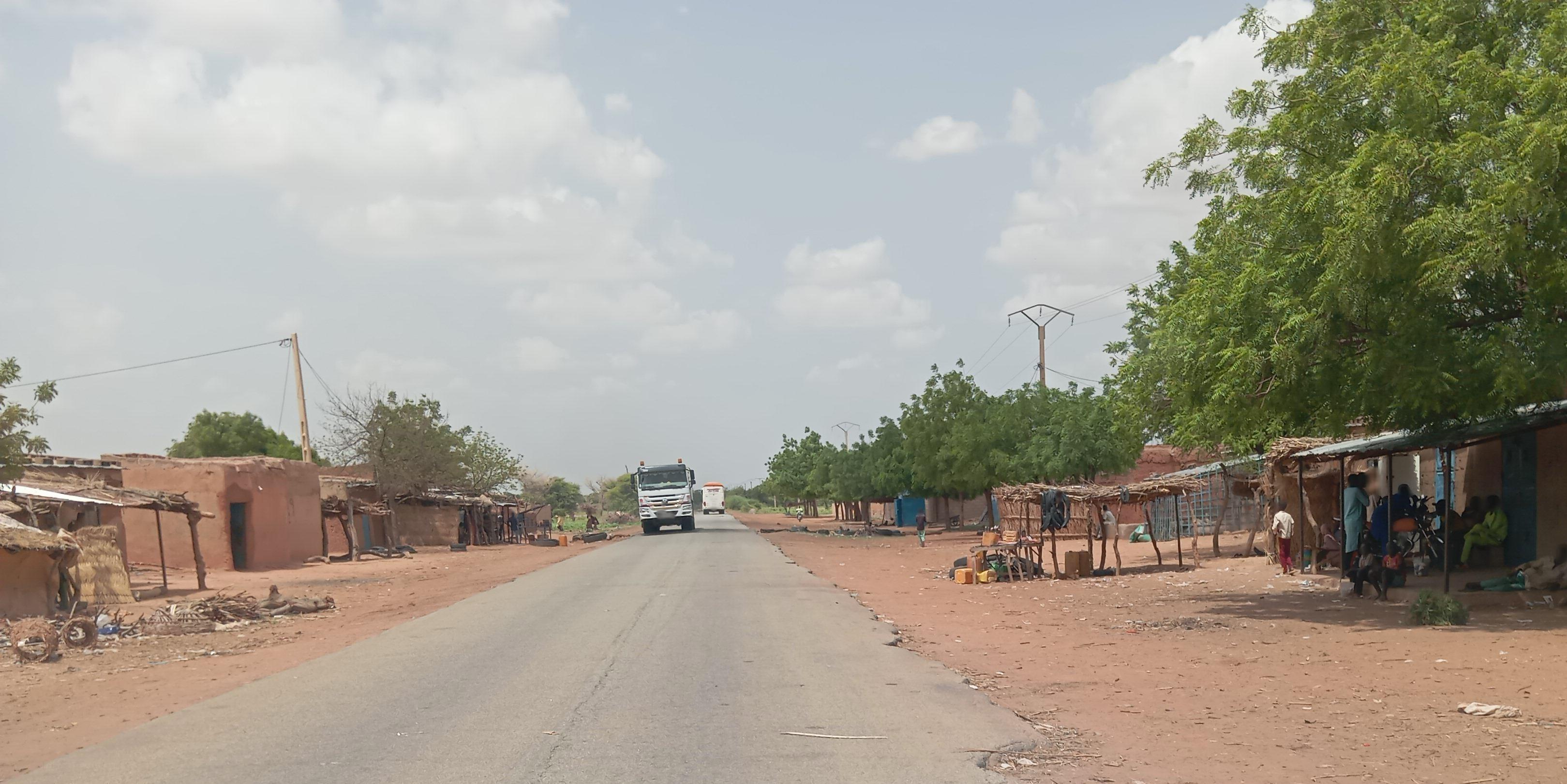
Nationalstraße 1 in Sabon Lahi (2024)

Es gibt eine Schule im Dorf. Durch Sabon Lahi verläuft die asphaltierte Nationalstraße 1, die längste Fernstraße Nigers.